# Perizoma fasciaria
Perizoma fasciaria là một loài bướm đêm trong họ Geometridae.